# 老大哥 (美國版)
《老大哥》（英語：Big Brother）是一檔美國真人秀節目，改編自製作人小約翰·第摩爾於1997年創造的荷蘭同名電視節目。
在本節目中，一群年齡、職業、家庭背景......等不同的人（稱爲房客）會共同住在一間特殊設計的房子，他們沒有任何聯絡工具及方法，與外界完全隔離。
這些房客將透過每週的比賽及淘汰來決定最終的贏家，獲勝者可以獲得五十萬美金（第二十三季為七十五萬美金）。本節目的名稱取自喬治·歐威爾的小說《1984》，因節目組甚至觀衆可透過屋中的攝影機監視房客的一舉一動，猶如書中的老大哥而得此名。本節目在2000年的七月五日甫首播雖獲得極大成功，但卻不斷地遭受負面評價及大衆批評，導致節目在第二季時規則大改，變得更具競爭性。《老大哥》一直以來便是CBS旗下的熱門節目，也爲繼《老大哥西班牙版》後，現今世界各地的《老大哥》中第二長壽的改編版本。
本節目有兩個特殊版本：《老大哥網路版》和《名人老大哥》，前者於2016年秋季在CBS的直播服務上首播，爲第一檔在線上直播平臺上獨家播出的真人秀；後者於2018年2月首播。

## 歷史

### 節目
《老大哥》的版權被CBS以近2,000萬美金買下，隨後第一季於2000年7月5日首播，共有十位房客參與。節目通常爲一年一季，於夏天播出，但仍有例外，例如第九季即在2008年的春天播出、網絡版在2016年的秋天播出。
到目前爲止，節目已經播出了20季以及一季網絡版，且在2013年9月5日時，節目達到了播出第500集的里程碑，並有超過250位房客參加。

### 子節目
《老大哥》自首播起就有了許多的子節目，其中的一檔網絡脫口秀《House Calls: The Big Brother Talk Show》（2004-08）於2004年首播,本節目每集共三十分鐘，於在每週晚上播出，是一檔提供粉絲call in及討論遊戲的節目。此外，《House Calls》也是第一檔獨家爲了電視節目而生的網絡脫口秀。本節目最初的兩個季度由Gretchen Massy和第三季房客Marcellas Reynolds主持，於第三季時，每天會有一位嘉賓與前兩位主持人共同主持節目。而在節目的第五及第六季，一週的一個特定的日子狸會有一位嘉賓與Gretchen一起主持。第六季後，本節目正式宣佈不再播出。
《老大哥夜間秀》是本節目的另一檔子節目，於2007年在Showtime Too電視臺首播，播出時間爲北美東部時區晚上12點到凌晨3點。2013年時，節目轉移到TVGN電視臺（現爲Pop電視臺）播出。
《老大哥》前房客Jeff Schroeder於2012年開始主持一檔名爲《Big Brother:Live Chat》的網絡節目，Jeff會在房客們進屋前及淘汰後於節目中採訪他們，他也同時將在決賽之夜結束後在節目中採訪本季卡司。2017年8月起，Jeff宣佈因爲其搬遷之緣故，將無法繼續主持節目。本節目在第二十季被另一檔《Off the Block with Ross and Marissa》節目替換，主持人爲前名人版房客Marissa Jaret Winokur和Ross Mathews，節目於每週五在Facebook上播出。

### 特殊版本
《老大哥》目前有兩個特殊版本。2016年10月，推出了《網絡版老大哥》，此版本與版本不同的地方在於其獨家於CBS All Access上播出，也相較其原版本的賽程短（僅十週）。
第二個特殊版本《名人版老大哥》於2018年2月在CBS上播出。
《老大哥加拿大版》雖然並非特殊版本，但它是在目前擁有《老大哥》節目的所有國家中唯一完全採用美版規則的版本。有些版本像是《老大哥巴西版》也採用了與美版相同的房主、貧富民、否決權等制度，卻融合了國際版本的規則。

## 規則
《老大哥》爲一檔帶有競賽性質的遊戲節目，一群人（稱爲房客）住在一間特殊的房子裡，受到多支攝影機的監視，並與外界完全隔離，爲了爭取五十萬美金而努力成爲最後留在屋子中的人。他們沒有手機、電視、網絡、報章雜誌等可以與外界接觸或聯繫的物品，但有時此規則會出現例外，例如若有醫療事故、家中緊急變故、親人死亡等重大事件發生時，房客會被允許與家人聯繫。房客們也可以憑自身意願退出遊戲，但是他們將不再有回歸的機會，此外，若有房客違反節目組制定的規則，他將會被強制逐出老大哥之屋，並且同樣失去回歸機會。
而房客們需要在隔離的環境下，與自己有著不同信仰、想法、觀點的人互動交際，因此《老大哥》有時也被視爲是一種社交實驗，觀衆可以觀察房客們在房子裡的互動，以此瞭解人際關係是如何形成的。

### 第一季
美版第一季採用了國際版規則，房客們會提名兩位房客淘汰，而被提名次數最多的兩位房客將會上提名席 ，若有兩位以上房客同爲最高票，最終上提名席者可不止二位。
房客若不遵守此規則者將會被強制逐出房子。第一季的規則禁止房客在屋中討論自己想提名的房客，有意無意透露可能招致懲罰。觀衆可藉由電話方式來投票淘汰其中一位在提名席上的房客，票數最高的房客將會被淘汰，而當淘汰到最後僅剩三位房客時，觀衆將會投票選出贏家。
但是此制度在第一季播出時期收到了不少來自觀衆及評論家的負面評價。

### 第二季-現今
由於在此節目上投入了大量資金，CBS宣佈在第二季時，《老大哥》的規則將會有極大的更動。第二季的規則，也就是使用至今的規則，相較第一季注重比賽及策略，且較與CBS旗下的另一檔節目《倖存者》相似。房客們在此規則中將被允許討論每週的提名及淘汰人選，除了房主和最終的兩位被提名者外，他們都有權於每週投票淘汰一人，獲得最高票之被提名人將離開老大哥之屋。

#### 房主
每週的一開始，房客們將會進行房主賽來決出房主，房主將會在當週享有較爲奢華的享受（像是有自己的獨立的一間套房及私人衛浴設備）且掌握提名兩位房客淘汰的權力。除了最後的最終房主賽允許所有房客參與和少數幾個例外情況下，本週爲房主的房客將無權參與下週的房主比賽，也就是說一位房客無法連續擔任兩週的房主。房主沒有當週參與投票的權利，但若是票數呈現平票，將由房主決定哪位房客淘汰。

#### 否決權
除了進行房主賽外，房客們也將進行否決賽爭奪否決權。否決權若一經使用，房主需再提名一人，被救下的那位房客及否決權獲得者都無法作爲房主的替補提名。
否決權在第三季時第一次新增至遊戲中，能使獲得它的房客有權救下其中一位房主的提名人，當時的否決權並不允許用於自己身上，這個規則在第四季被廢除，隨後否決權便成爲了《老大哥》的標準規則之一。在第五季前否決賽參與者爲全體房客，在此季修改爲僅六位房客能參與比賽，參加者包括房主、兩位被提名人、以及他們所選擇的房客共六人，此規則後來又在第七季修改爲不經由房客及提名人選擇參與者，而經由抽籤方式決定。

#### 貧富
在早期的季度中，房客們每週還會進行食物爭霸戰，來獲得一週的食物，落敗者將只能食用花生醬及白土司。自第七季起，節目新增了貧富賽，輸家將淪爲貧民並只能食用流食；第十一季時，貧民更需睡在特殊打造的房間中。貧民若不遵守貧民規則，可能受到節目組的懲罰，進而影響自己在屋中留下的機會，例如在第八季中，房客Jen Johnson，曾因爲違反食物限制，得到了一張懲罰票，在當週招致淘汰。
在最新的幾個季度中，仍舊有貧富概念，卻缺乏比賽，以房主自行決定或以房主賽表現來決定貧富。

#### 陪審團
當節目到達某個時間點時（通常爲屋中剩下9人或11人時），所有之後被淘汰的房客將會成爲陪審團成員，他們將在最後屋子剩下2人時，投票決定本季的贏家。陪審團成員不會觀看任何房客的獨白室採訪。

#### 變數
爲了保持節目的精彩程度，從第三季起，節目組通常會在標準規則外，於每季中增添一些變數。
有些變數稍微改變了節目規則，像是第十三季中，房客需兩兩組隊，在前四周以雙人組身份比賽；有些變數涉及節目組選角，像是第四季中，一些房客將會是彼此的前任男女朋友；有些變數短期影響遊戲進程，像是在第十一季中出現的著名變數「潘朵拉魔盒」，房主將受到誘惑，讓他們決定是否要打開潘朵拉魔盒；若房主決定打開此盒，可能會給全屋帶來好或壞的結果。在較新的季度中，也出現了與其類似的變數，例如第十九季的「誘惑之巢」變數。
有些變數還能賦予選手祕密權力。Mike Malin是第一個得到此種特權的房客，他在第七季中得到了「政變者」變數，使他有權能在淘汰之夜上救下一位甚至兩位被提名人，使其免於淘汰，之後選擇他想替換上的房客。但Malin在當時選擇不使用他的權力，而此項權力在第十一季時回歸到了遊戲中，由Jeff Schroeder經由觀衆投票得到。額外的否決權有時也作爲此種變數出現於節目中，在第十二季中，Matt Hoffman得到了鑽石否決權，使他有權救下其中一名被提名人並選擇替補提名；而第十四季房客Ian Terry得到了第二否決權，權力與一般的否決權相同。
許多季度都有所謂的回歸變數，被淘汰的房客可以藉由此種變數得到回歸遊戲的機會，此變數通常經由觀衆投票或比賽來選出獲得者，參與爭奪此變數的房客如果爲節目中途被淘汰且並非陪審團成員，在被淘汰後，他們會被單獨隔離到此變數實施爲止。自我淘汰（自願離開遊戲）者將不具擁有爭取此變數的機會。一些房客回歸的例子如下：在第三季中，前四位淘汰的房客被詢問他們願意犧牲多少（例如願意吃幾天的流食）以換取回到遊戲的機會，隨後，願意犧牲最多兩位房客將成爲回歸後補，由還留在遊戲中的房客投票決定他們之間誰能回歸。在第九季中，留在屋子裡的房客決定他們要讓剛被淘汰的房客，還是大衆投票選出的「神祕房客」回歸。在第十八季中，前五位淘汰房客將會進行一系列比賽來決定誰有權回歸到遊戲中。第二十季採用的「應用程式」變數中，其中一個應用程式可以讓一位被淘汰的房客完成一項挑戰以回到遊戲。

## 季度列表

### 一般版本
| 季別 | 首播日期      | 結束日期       | 天數 | 房客             | 冠軍                | 亞軍                     | 票數       | 平均 觀看人數 (百萬) | 集數 |
| ---- | ------------- | -------------- | ---- | ---------------- | ------------------- | ------------------------ | ---------- | -------------------- | ---- |
| 1    | 2000年7月5日  | 2000年9月29日  | 88   | 10               | Eddie McGee         | Josh Souza               | 59–27–14%1 | 9.10                 | 70   |
| 2    | 2001年7月5日  | 2001年9月20日  | 82   | 12               | Will Kirby          | Nicole Schaffrich        | 5–2        | 7.90                 | 30   |
| 3    | 2002年7月10日 | 2002年9月25日  | 82   | 12               | Lisa Donahue        | Danielle Reyes           | 9–1        | 8.70                 | 33   |
| 4    | 2003年7月8日  | 2003年9月24日  | 82   | 13               | Jun Song            | Alison Irwin             | 6–1        | 8.80                 | 33   |
| 5    | 2004年7月6日  | 2004年9月21日  | 82   | 142              | Drew Daniel         | Michael "Cowboy" Ellis   | 4–3        | 8.30                 | 31   |
| 6    | 2005年7月7日  | 2005年9月20日  | 80   | 14               | Maggie Ausburn      | Ivette Corredro          | 4–3        | 7.24                 | 30   |
| 7    | 2006年7月6日  | 2006年9月12日  | 72   | 14 (全回歸房客)3 | Mike "Boogie" Malin | Erika Landin             | 6–1        | 7.56                 | 28   |
| 8    | 2007年7月5日  | 2007年9月18日  | 81   | 14               | "Evel" Dick Donato  | Daniele Donato           | 5–2        | 7.52                 | 33   |
| 9    | 2008年2月12日 | 2008年4月27日  | 81   | 16               | Adam Jasinski       | Ryan Quicksall           | 6–1        | 6.56                 | 33   |
| 10   | 2008年7月13日 | 2008年9月16日  | 71   | 13               | Dan Gheesling       | Robert "Memphis" Garrett | 7–0        | 6.72                 | 29   |
| 11   | 2009年7月9日  | 2009年9月15日  | 73   | 13 (1 回歸房客)4 | Jordan Lloyd        | Natalie Martinez         | 5–25       | 7.19                 | 30   |
| 12   | 2010年7月8日  | 2010年9月15日  | 75   | 13               | Hayden Moss         | Lane Elenburg            | 4–3        | 7.76                 | 30   |
| 13   | 2011年7月7日  | 2011年9月14日  | 75   | 14 (6 回歸房客)  | Rachel Reilly       | Porsche Briggs           | 4–3        | 7.95                 | 29   |
| 14   | 2012年7月12日 | 2012年9月19日  | 75   | 16 (4 回歸房客)  | Ian Terry           | Dan Gheesling            | 6–1        | 6.79                 | 30   |
| 15   | 2013年6月26日 | 2013年9月18日  | 90   | 16               | Andy Herren         | GinaMarie Zimmerman      | 7-2        | 6.47                 | 36   |
| 16   | 2014年6月25日 | 2014年9月24日  | 97   | 16               | Derrick Levasseur   | Cody Calafiore           | 7-2        | 6.41                 | 40   |
| 17   | 2015年6月24日 | 2015年9月23日  | 98   | 176              | Steve Moses         | Liz Nolan                | 6–3        | 6.18                 | 40   |
| 18   | 2016年6月22日 | 2016年9月21日  | 99   | 16 (4 回歸房客)  | Nicole Franzel      | Paul Abrahamian          | 5–4        | 5.78                 | 42   |
| 19   | 2017年6月28日 | 2017年9月20日  | 92   | 17 (1 回歸房客)7 | Josh Martinez       | Paul Abrahamian          | 5–4        | 6.06                 | 39   |
| 20   | 2018年6月27日 | 2018年9月26日  | 99   | 16               | Kaycee Clark        | Tyler Crispen            | 5–4        | 5.41                 | 40   |
| 21   | 2019年6月25日 | 2019年9月25日  | 99   | 16               | Jackson Michie      | Holly Allen              | 6–3        | 4.38                 | 40   |
| 22   | 2020年8月5日  | 2020年10月28日 | 85   | 16               | Cody Calafiore      | Enzo Palumbo             | 9–0        | 3.97                 | 37   |
| 23   | 2021年7月7日  | 2021年9月29日  | 85   | 16               | Xavier Prather      | Derek Frazier            | 9–0        | 3.72                 | 37   |
| 24   | 2022年7月6日  | 2022年9月25日  | 82   | 16               | Taylor Hale         | Monte Taylor             | 8–1        | 3.66                 | 35   |

### 名人版
| 季別 | 首播日期     | 結束日期      | 天數 | 房客 | 冠軍                  | 亞軍         | 票數 | 平均 觀看人數 (百萬) | 集數 |
| ---- | ------------ | ------------- | ---- | ---- | --------------------- | ------------ | ---- | -------------------- | ---- |
| 1    | 2018年2月7日 | 2018年2月25日 | 26   | 11   | Marissa Jaret Winokur | Ross Mathews | 6-3  | 5.04                 | 13   |
| 2    | TBA          | TBA           | TBA  | TBA  | TBA                   | TBA          | TBA  | TBA                  | TBA  |

### 網絡版
| 季別 | 首播日期      | 結束日期      | 天數 | 房客 | 冠軍           | 亞軍      | 票數      | 平均 觀看人數 (百萬) | 集數 |
| ---- | ------------- | ------------- | ---- | ---- | -------------- | --------- | --------- | -------------------- | ---- |
| 1    | 2016年9月28日 | 2016年12月1日 | 65   | 138  | Morgan Willett | Jason Roy | 觀衆投票1 | 不適用               | 10   |

^1  第一季和網絡版本是由觀衆投票來決定贏家，但網絡版的確切票數比例並沒有公開 

^2  第五季一開始進入遊戲時只有十三位房客，但該季的雙胞胎變數讓其中一對雙胞胎起初以一位房客的身份參賽，在成功的存活下五週後，她們便得以個人身份參賽。 

^3  初始有20位回歸候選人，其中8位由觀衆投票選出，6位由製作組選出。

^4  初始的4位回歸候選人經由比賽選出回歸人選。

^5  一位房客被驅逐出了房子，無權參與贏家投票，因此改由觀衆代理投下本該屬於他的一票。

^6  第十七季一開始進入遊戲時只有十六位房客，但該季的雙胞胎變數讓其中一對雙胞胎起初以一位房客的身份參賽，在成功的存活下五週後，她們便得以個人身份參賽。

^7  一位回歸房客因爲首播當晚的一個變數而進入遊戲中

^8  起初由一般版本中選出兩位候選人，經由觀衆投票決定誰得到回歸機會。